# Liste des abbés de Pontigny
La liste des supérieurs de l’abbaye de Pontigny comprend une cinquantaine de noms certains, et une dizaine d’autres que l’état actuel de la recherche ne permet pas de confirmer et qui sont précédés d’un « ? ». La plupart d’entre eux furent élus par les moines, comme le veut la Règle cistercienne. Les abbés commendataires se succédèrent pendant environ un siècle à partir de Jean du Bellay, sans que l’on sache exactement dans quelles circonstances les moines retrouvèrent leur liberté d’élection. Les moines furent chassés et leur abbaye fut supprimée en 1791. 

## Les abbés de Pontigny
- Hugues de Vitry, ou de Mâcon : 1114-1137
- Guichard : 1137-1165
- Guarin de Gallardon : 1165-1174
- Guillaume : 1174/75-1176/78
- Pierre : 1176/78-1180
- Garmond Clément : 1180/81-1182
- Mainard : 1182-1192/96
- Giraud ou Gérard : 1192/96-1201/02
- Jean : 1201/02-1216 [2]?
- Gautier : 1216 ? -1218/19
- Pierre [II] : 1218/19-1232/33
- Jean [II] : 1232/33-1242
- Jean [III] : 1242-1247 ?
- Jacques de Saint-Florentin : 1247/50-1259/60
- Pierre [III] : 1259/60-1265-67
- Renaud : 1265/67-1275/91

? Étienne Durand
- Robert : 1275/91-1294

? Étienne Durand (pour la seconde fois)
- Simon : 1294-1312/17

? Étienne
- Jacques de Thérines : 1317/18-1321
- Jean [IV] : 1321-1324/25
- Thomas : 1324/25-1334/38
- Guillaume [II] : 1334/39-1343-44
- Jean [V] Le Gentil de Rougemont : 1343/45-1359

? Pierre de Milly
- Raymond : 1359/60-1365 ?

? Jean
- Nicolas : 1365 ? -1370/71
- Jean [VI] : 1370/71-1375
- Pierre de Juilly : 1375-1388/89
- Jacques de Flogny (?) : 1388/89-1389
- Jean de Villeneuve, ou de la Paix : 1389-1413 ?

? Henri d'Ervy
- Jean de Bulmeville (?) : 1413/18-1421/25
- Étienne de Dijon : 1422/26-1455/58
- Gui d'Autun (?) : 1455/58-1458
- Thomas Cordier, ou de Limon : 1458/59-1474 ?

? Jean d'Auxerre
- Pierre de La Fin : 1474-1505/1506
- Jacques de Viry : 1505/06-1517
- Louis de Ferrières : 1517-1527
- Jacques de Jaucourt : 1527-1545
- Jean du Bellay, abbé commendataire : 1545[3]-1560
- Hippolyte d'Este, cardinal dit de Ferrare, abbé commendataire : 1560-1572
- Louis d'Este, cardinal dit de Ferrare, abbé commendataire : 1573-1586

? Jean Vitriani
? François Jehan
- Henri de Savoie, marquis de Saint-Sorlin, abbé commendataire : 1588
- Claude Boucherat, abbé commendataire : 1588-1613 [4]
- Charles Boucherat : 1613-1643
- Matthieu de Mesgrigny : 1643-1650
- Louis Martel : 1651-1671
- Jacques Le Bourgeois de La Varende : 1671-1687
- Oronce Finé de Brianville : 1688-1708
- Joseph Carron : 1708-1719
- Pierre Calvairac : 1719-1741
- Jacques Gabriel Grillot : 1742-1764
- Nicolas Chanlatte : 1764-1788
- Jean Depaquy : 1788-1791

Portraits des abbés
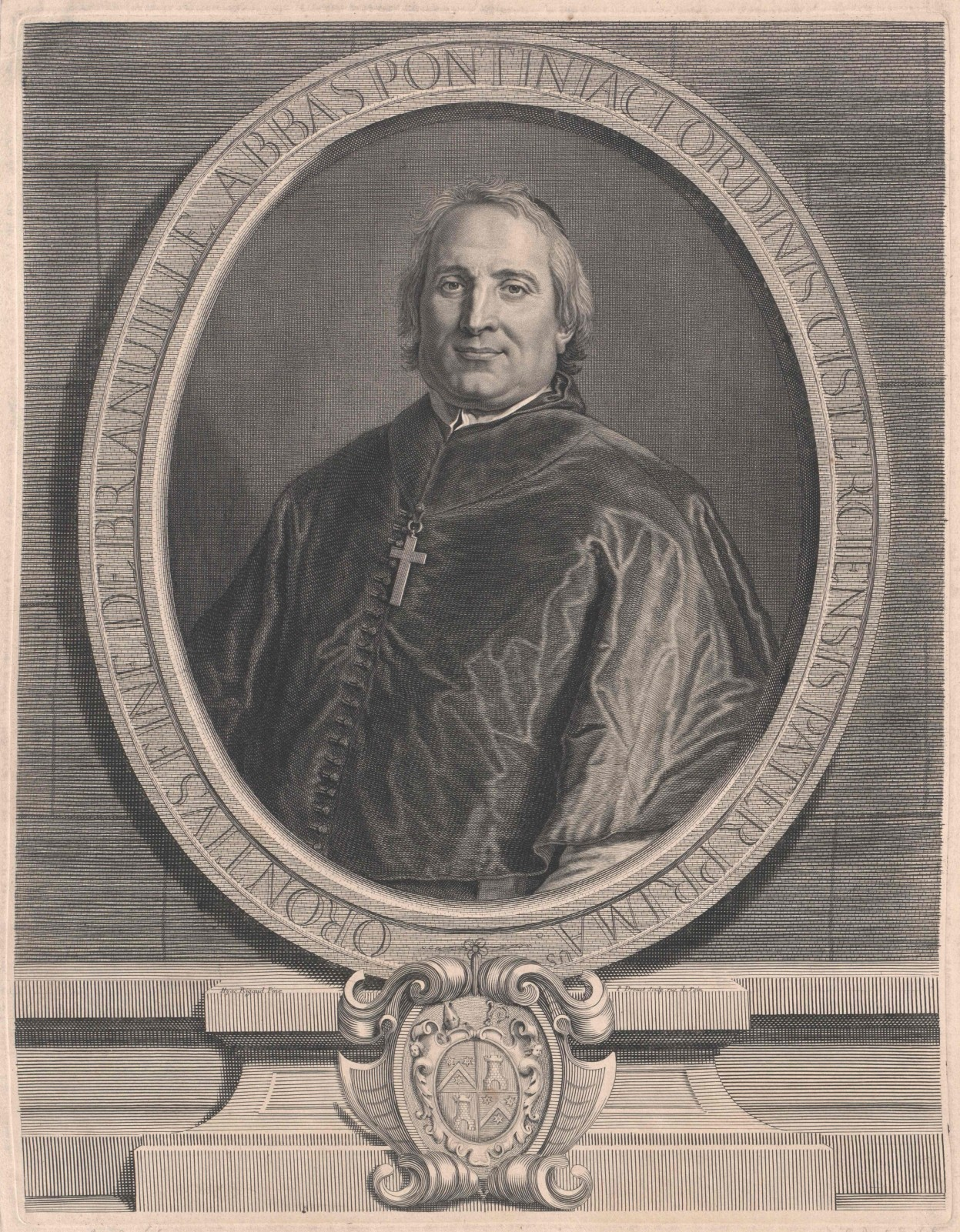
Oronce Finé de Brianville (1656 - 1708), abbé de Pontigny (1688-1708).
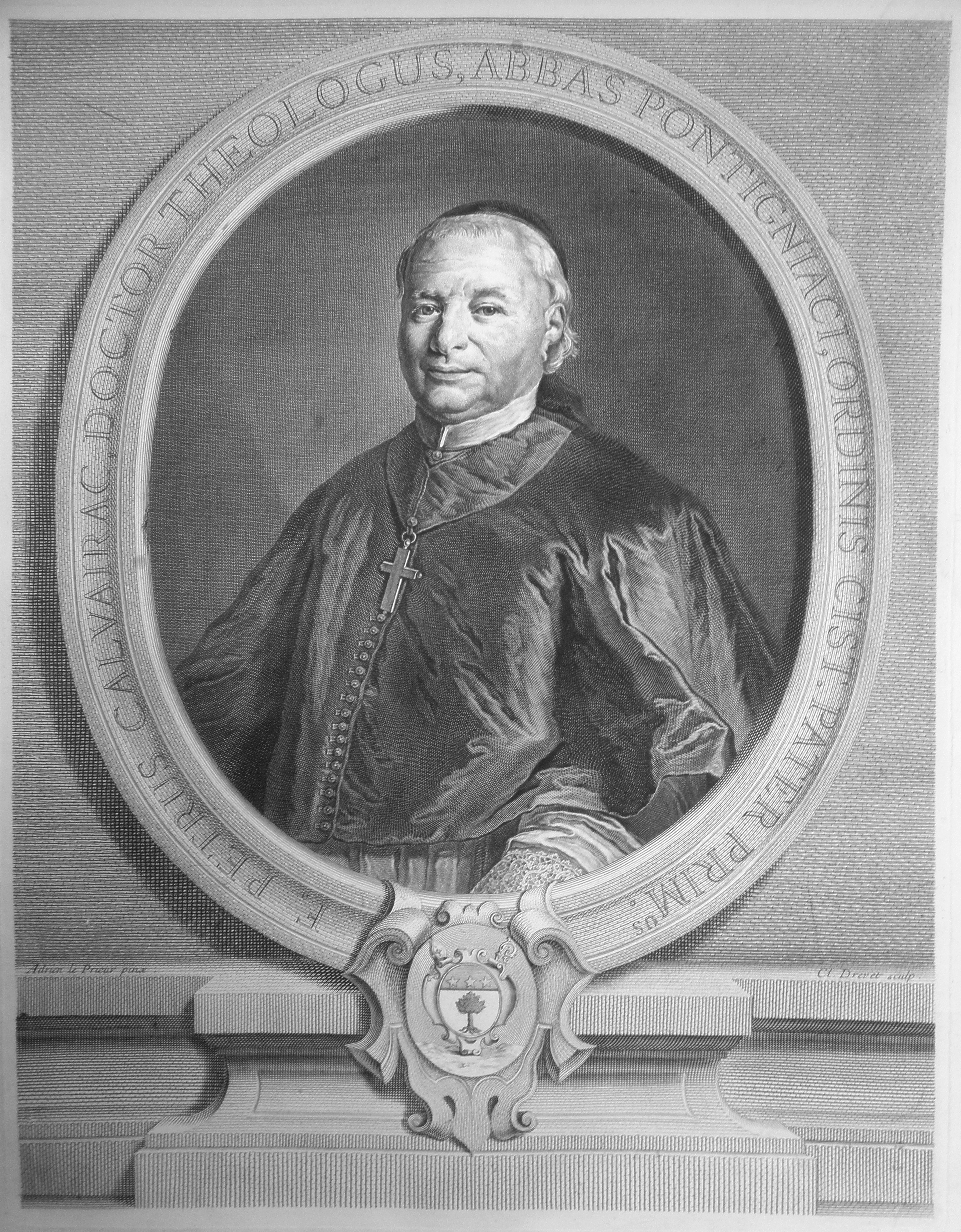
Pierre Calvairac, abbé de Pontigny (1719-1741).
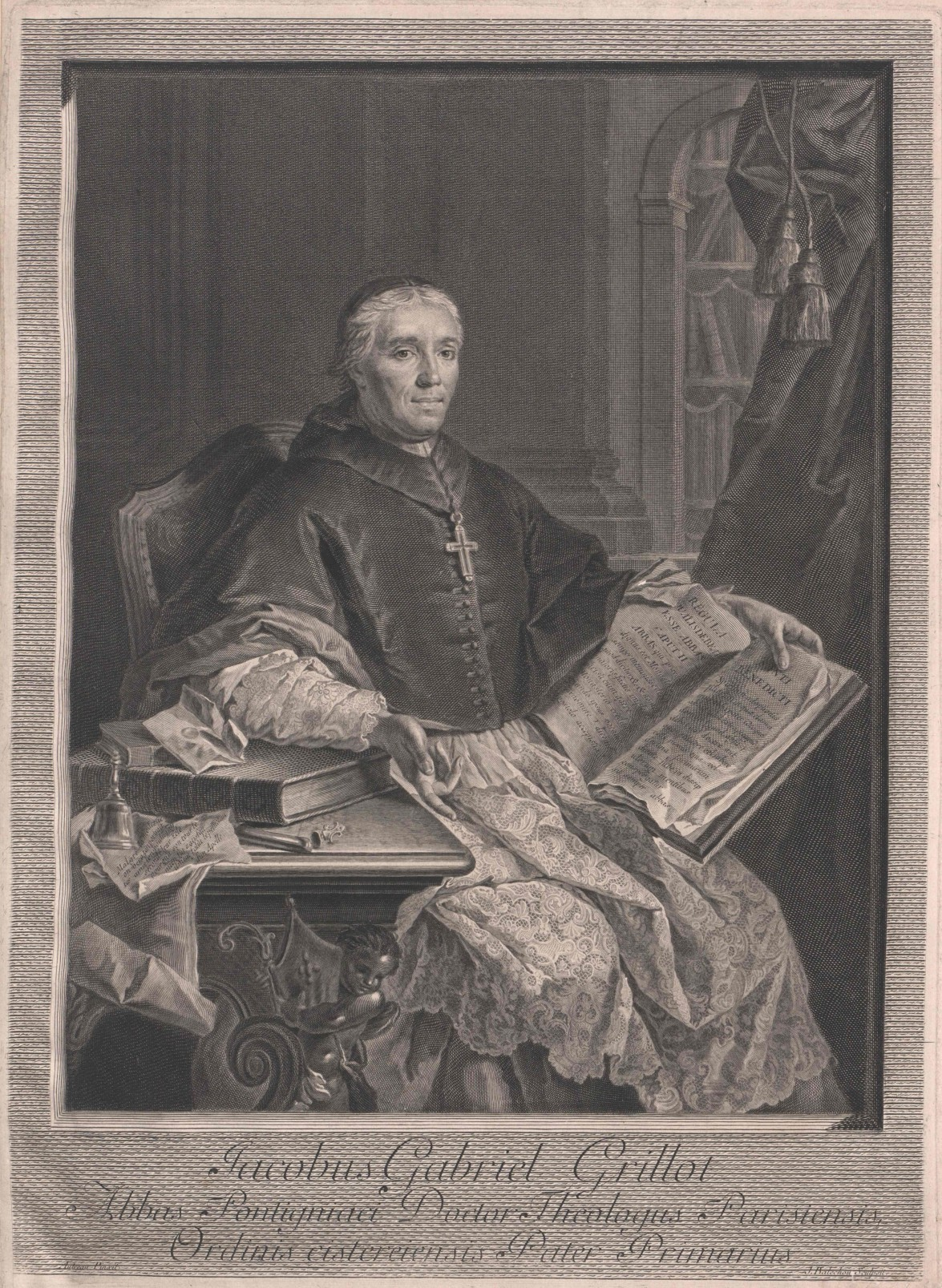
Jacques-Gabriel Grillot, abbé de Pontigny (1742-1764).
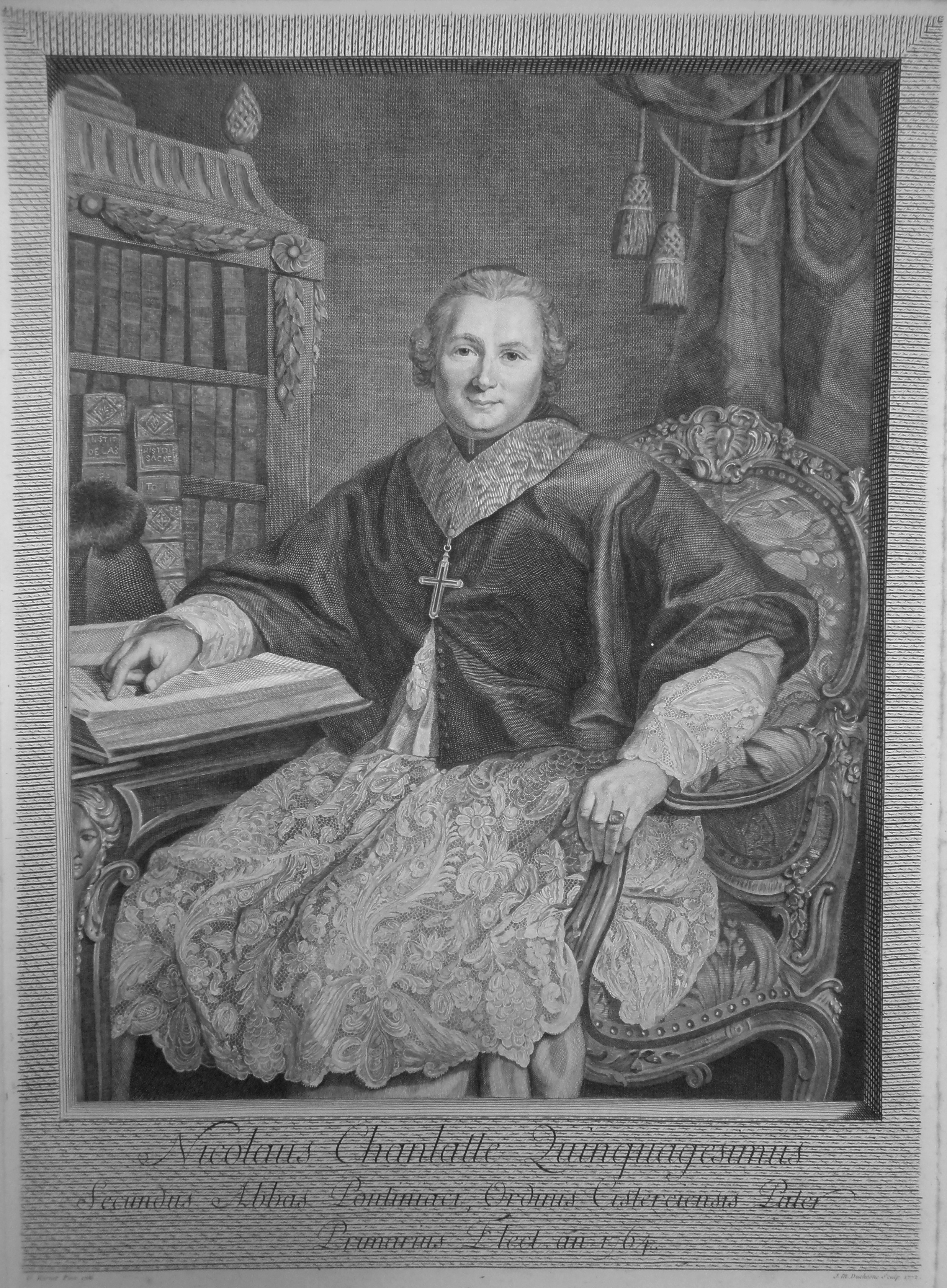
Nicolas Chanlatte, abbé de Pontigny (1764-1788).